# Эра (технополис)
Федеральное государственное автономное учреждение «Военный инновационный технополис ЭРА» — организация министерства обороны России, расположенная в Анапе. Была заявлена как военная версия технопарка «Сколково» для разработки инновационных технологий, сокращения сроков создания новых вооружений, военной и специальной техники и подготовки высококвалифицированных кадров для оборонной промышленности и военных научно-исследовательских институтов.

## История
Технополис был создан в 2018 году по инициативе министра обороны Сергея Шойгу. Его научным руководителем стал президент Курчатовского института Михаил Ковальчук.
В апреле 2021 года на технополис «Эра» были распространены санкции США.
В июле 2022 года был принят специальный федеральный закон о военном инновационном технополисе «Эра», а в ноябре 2024 года был принят федеральный закон, предоставивший организациям, получившим статус участника Военного инновационного технополиса «Эра», налоговые льготы.
К марту 2023 года в технополисе работали 16 компаний оборонно-промышленного комплекса. Его резиденты могут использовать центр обработки данных на базе суперкомпьютера.
В феврале 2024 года было сообщено, что в технополисе проводятся исследования по 16 различным направлениям, в нем заняты свыше тысячи специалистов. За первые пять лет службу в нем в научных ротах прошло свыше 1 тыс. человек; свыше 250 из них поступили на работу на предприятия оборонно-промышленного комплекса и более 70 молодых ученых — в научно-исследовательские организации и вузы министерства обороны.

## Научно-технические и технологические направления инновационной деятельности
1. «Технологии искусственного интеллекта»,
2. «Малые космические аппараты»,
3. «Робототехника»,
4. «Информационная безопасность»,
5. «Автоматизированные системы управления и информационно-телекоммуникационные системы»,
6. «Технологии энергосбережения. Аппараты и машины жизнеобеспечения»,
7. «Техническое зрение. Распознавание образов»,
8. «Информатика и вычислительная техника»,
9. «Биотехнические системы и технологии»,
10. «Нанотехнологии и наноматериалы»,
11. «Гидрометеорологическое (метеорологическое) и геофизическое обеспечение»,
12. «Гидроакустические системы обнаружения объекта»,
13. «Геоинформационные платформы нового назначения»,
14. «Оружие на новых физических принципах»[7],
15. «Интеллектуальные системы радиолокационных комплексов и наведения высокоточного оружия»,
16. «Сквозные цифровые технологии»[8].